# Brezsnyev-doktrína

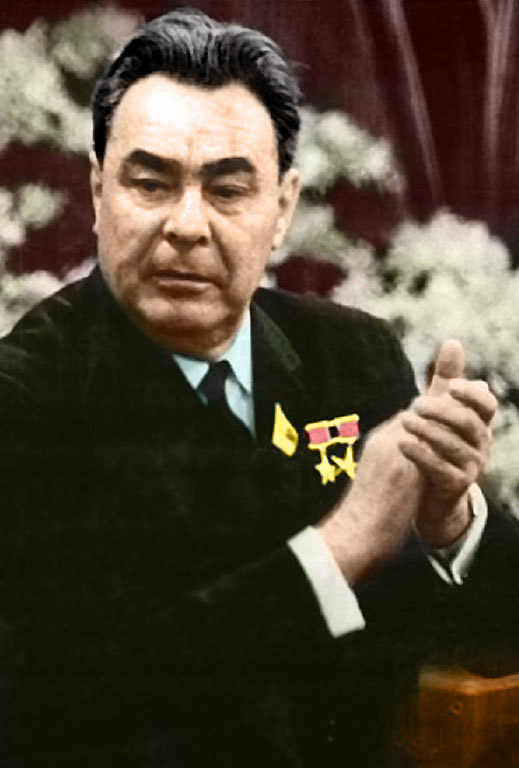
Leonyid Brezsnyev

A Brezsnyev-doktrína a Szovjetunió egyik külpolitikai alapelve, illetve geopolitikai elmélete volt, mely a szovjet szövetségi rendszer egyben tartása érdekében a szocialista országok szuverenitásának határait jelölte ki. A Szovjetunió külpolitikai gyakorlatának részét képezte az 1960-as évektől az 1980-as évek végéig.
A doktrína alapelveit először Sz. Kovaljov a Pravdában 1968. szeptember 26-án a Szuverenitás és a szocialista országok nemzetközi kötelezettségei című cikkében fejtette ki, majd 1968. november 13-án a Lengyel Egyesült Munkáspárt (LEMP) 5. kongresszusán felszólaló Leonyid Brezsnyev szovjet pártfőtitkár beszédében is kitért rá. A nemzetközi közvélemény előtt Andrej Gromiko, a Szovjetunió külügyminisztere az ENSZ Közgyűlés előtt 1968. október 3-án elmondott beszédében ismertette.

Brezsnyev a LEMP kongresszusán kifejtette: 

„Ha a szocializmussal szemben ellenséges erők egyes szocialista országokat a kapitalista fejlődés irányába kényszerítenek, az nem csak az adott szocialista ország problémája, hanem az egész szocialista táboré.”

– Leonyid Brezsnyev, 1968. november 13.

Ez a gyakorlatban a korlátozott szuverenitás doktrínáját jelentette. A szocialista ország kommunista pártja korlátozott önállóságot élvezett, melynek határai voltak, azaz nem hagyhatta el a Varsói Szerződést, és a kommunista pártok elsősége nem volt megkérdőjelezhető. Áttételesen a Szovjetuniónak jogot formált arra, hogy az ún. szocialista tábor vezetője legyen, és eldöntse, hogy mely államot tekint szocialista, és melyet kapitalista országnak. A doktrína szerint a Szovjetuniónak mint a legerősebb szocialista országnak joga volt megvédeni a szocializmust, egyúttal a saját befolyási övezetének nyilvánította a baráti szocialista országokat. A szocialista országokon belüli katonai beavatkozás nem agresszió, hanem önvédelem.
Ez a doktrína szolgált utólag igazolásul az 1968-as prágai tavasz leveréséhez, majd később az 1979-es afganisztáni szovjet beavatkozáshoz. A Brezsnyev-doktrína érvénytelenségét az 1989-ben megfogalmazott Sinatra-doktrína mondta ki.